# 張文泰
張文泰（1487年—？年），字用亨，陕西临洮府渭源縣人，軍籍。

## 生平
治《書經》，正德五年（1510年）陕西鄉試第七十八名舉人，年三十七歲中式嘉靖二年（1523年）癸未科會試第一百名，第三甲第二百十五名進士。官雲南府知府。著有《五竹遗稿》。

## 家族
曾祖张善，贈户部员外郎。祖父张安，正统甲子科举人、官太仆寺少卿。父张鹗，恩贡，四川金堂、河南桐柏知县。前母傅氏，母黄氏。具庆下。兄张文通，義官。弟张文显。